# Glen Cook
Glen Cook (n. 9 iulie 1944, New York City, New York, SUA) este un scriitor american de science fiction și fantasy, cunoscut mai ales pentru seria Compania Neagră.

## Biografia
Dragostea lui Glen Cook pentru scris a început în școală, unde a scris diferite articole pentru ziarul instituției. După terminarea studiilor liceale, Cook a trecut prin Forțele Navale ale Statelor Unite și a ajuns ulterior la facultate, timpul alocat scrisului reducându-se drastic. El a început să câștige din scris pe când lucra la General Motors la o fabrică de asamblare de mașini (slujbă pe care a caracterizat-o ca fiind "greu de învățat, dar care nu implică efort mental"), scriind câte trei cărți pe an.
În această perioadă a scris prima carte din seria Compania Neagră, o serie fantasy întunecată care urmărește o unitate de mercenari de elită de-a lungul câtorva decade din istoria ei. Seria, ajunsă până acum la 10 romane, a devenit un element de referință al genului, în special printre militarii activi și în rezervă. Întrebat în legătură cu această popularitate în rândul militarilor, Cook a răspuns: "Personajele se comportă exact cum o fac ei. Nu se ridică în slăvi războiul, ci e vorba doar despre niște indivizi care își fac meseria. Nu sunt acei soldați pe care și-i închipuie oamenii care nu au făcut armata. De aceea le place militarilor." Cook mai este faimos și pentru seriile Garrett P.I. și Dread Empire.
Cook a renunțat la locul său de muncă de la GM și trăiește alături de soția sa, Carol și de copiii Justin, Chris și Mike în St. Louis, Missouri. Deși acum își poate dedica întregul timp scrisului, i se pare că era mai productiv atunci când lucra la vechiul loc de muncă.

## Opera

### Compania neagră
Books of the North:
- The Black Company (1984)

ro. Compania Neagră - editura Millennium Press, 2010
- Shadows Linger (1984)

ro. Umbre stăruitoare - editura Millennium Press, 2011
- The White Rose (1985)

Barrowlands:
- The Silver Spike (1989)

Books of the South:
- Shadow Games (1989)
- Dreams of Steel (1990)

Books of the Glittering Stone:
- Bleak Seasons (1996)
- She Is the Darkness (1997)
- Water Sleeps (1999)
- Soldiers Live (2000)

Ediții omnibus cartonate publicate de Science Fiction Book Club:
1. Annals of the Black Company (cuprinde Compania neagră, Umbre stăruitoare și The White Rose)
2. The Black Company Goes South (cuprinde The Silver Spike, Shadow Games și Dreams of Steel)
3. The Black Company: Glittering Stone I (cuprinde Bleak Seasons și She Is the Darkness)
4. The Black Company: Glittering Stone II (cuprinde Water Sleeps și Soldiers Live)

Ediții omnibus publicate de Tor Fiction:
1. The Chronicles of The Black Company (cuprinde Compania neagră, Umbre stăruitoare și The White Rose) (2007)
2. The Books of the South (cuprinde Shadow Games, Dreams of Steel și The Silver Spike) (2008)
3. The Return of The Black Company (cuprinde Bleak Seasons și She Is The Darkness) (2009)
4. The Many Deaths of The Black Company (cuprinde Water Sleeps și Soldiers Live) (2010)

- Povestiri

1. "Raker" — apărută în The Magazine of Fantasy & Science Fiction (august 1982). Acesta este un fragment al capitolului 3 din Compania neagră publicat anterior volumului, cu mici modificări astfel încât să poată constitui o povestire de sine stătătoare.
2. "Tides Elba" — a apărut în antologia Swords & Dark Magic (2010)

### Garrett P.I.
1. Sweet Silver Blues (1987)
2. Bitter Gold Hearts (1988)
3. Cold Copper Tears (1988)
4. Old Tin Sorrows (1989)
5. Dread Brass Shadows (1990)
6. Red Iron Nights (1991)
7. Deadly Quicksilver Lies (1994)
8. Petty Pewter Gods (1995)
9. Faded Steel Heat (1999)
10. Angry Lead Skies (2002)
11. Whispering Nickel Idols (2005)
12. Cruel Zinc Melodies (2008)
13. Gilded Latten Bones (2010)

Ediții omnibus publicate de Science Fiction Book Club:
1. The Garrett Files (cuprinde Sweet Silver Blues, Bitter Gold Hearts și Cold Copper Tears; 2003)
2. Garrett, P.I. (cuprinde Old Tin Sorrows, Dread Brass Shadows și Red Iron Nights; 2003)
3. Garrett Investigates (cuprinde Deadly Quicksilver Lies, Petty Pewter Gods și Faded Steel Heat; 2004)
4. Garrett On The Case (cuprinde  Angry Lead Skies și Whispering Nickel Idols; 2005)

### Dread Empire
- Secvența principală
  1. A Shadow of All Night Falling (1979)
  2. October's Baby (1980)
  3. All Darkness Met (1980)
- Preludiu
  1. The Fire in His Hands (1984)
  2. With Mercy Toward None (1985)
- Continuări
  1. Reap the East Wind (1987)
  2. An Ill Fate Marshalling (1988)
  3. A Path to Coldness of Heart (programat pentru 2012)

Se pare că înlocuiește The Wrath of Kings, al cărui manuscris a fost furat
- Volume omnibus (reeditate de Night Shade Books):
  - A Cruel Wind: A Chronicle of the Dread Empire - cuprinde cele trei romane ale secvenței principale (2006)
  - A Fortress in Shadow: A Chronicle of the Dread Empire - cuprinde cele două romane din preludiu (2007)
  - An Empire Unacquainted with Defeat: A Chronicle of the Dread Empire - cuprinde povestirile legate de acest univers (2008)
- Povestiri
  - "The Nights of Deadful Silence" — apărută în Fantastic (septembrie 1973)
  - "Ghost Stalk" - apărută în The Magazine of Fantasy & Science Fiction (mai 1978)
  - "Quiet Sea" — apărută în The Magazine of Fantasy & Science Fiction (decembrie 1978)
  - "Castle of Tears" — apărută în Whispers (octombrie 1979)
  - "Call for the Dead" — apărută în The Magazine of Fantasy & Science Fiction (iulie 1980)
  - "Soldier of an Empire Unacquainted With Defeat" — apărută în The Berkley Showcase, Vol. 2 (august 1980)
  - "Filed Teeth" — apărută în Dragons of Darkness (octombrie 1981)
  - "Severed Heads" — apărută în Sword and Sorceress 1 (mai 1984)

### Instrumentalities of the Night
1. The Tyranny of the Night (2005)
2. Lord of the Silent Kingdom (2007)
3. Surrender to the Will of the Night (2010)
4. Working the Gods' Mischief (în pregătire)[5]

### Starfishers
1. Shadowline (1982)
2. Starfishers (1982)
3. Star's End (1982)

- Legate

1. Passage at Arms (1985)

- Povestire

1. "Sunrise" — apărută în Eternity SF (1973)

### Darkwar
1. Doomstalker (1985)
2. Warlock (1985)
3. Ceremony (1986)

- Povestire

1. "Darkwar" — apărută în Isaac Asimov's Science Fiction Magazine (decembrie 1982)

### Romane de sine stătătoare
- The Swap Academy (1970) (sub pseudonimul "Greg Stevens")
- The Heirs of Babylon (1972)
- The Swordbearer (1982)
- A Matter of Time (1985)
- The Dragon Never Sleeps (1988)
- The Tower of Fear (1989)
- Sung in Blood (1992)

### Povestiri de sine stătătoare
- "Silverheels" — apărută în Witchcraft and Sorcery #6 (mai 1971)
- "Song from a Forgotten Hill" — apărută în Clarion (iunie 1971)
- "And Dragons in the Sky" — apărută în Clarion II (iunie 1972)
- "Appointment in Samarkand" — apărută în Witchcraft and Sorcery #7 (noiembrie 1972)
- "The Devil's Tooth" — apărută în Literary Magazine of Fantasy and Terror, Volume 1, #5 (1974)
- "In the Wind" — apărută în Tomorrow Today (1975) și Space Dogfights (1992)
- "The Recruiter" — apărută în Amazing Stories (martie 1977)
- "The Seventh Fool" — apărută în The Magazine of Fantasy & Science Fiction (martie 1978)
- "Ponce" — apărută în Amazing Stories (noiembrie 1978)
- "Enemy Territory" — apărută în Night Voyages #9 (primăvara anului 1983)